# Застугна (Васильковский район)
Засту́гна (укр. Застугна) — село, входит в Васильковский район Киевской области Украины.
Население по переписи 2001 года составляло 413 человек. Телефонный код — .

## Местный совет
08628, Київська обл., Васильківський р-н, с.Застугна, вул.Васильківська,28  (укр.)